# Telejornal Regional do Norte
O Telejornal Regional do Norte foi o primeiro telejornal regional da televisão portuguesa, emitida em horário nobre da RTP, antes da edição das 19h30 do Telejornal nacional. Acabaria por ser suspenso após o 25 de abril. Este espaço era apresentado, alternadamente, por Manuela de Melo e António Vidal, e Fátima Torres e José Melo.

## História
O projeto surgiu pela mão do então Presidente da RTP, Ramiro Valadão, tendo sido seguida da criação, em julho de 1973, do serviço de Telejornal Regional do Norte, no Porto, na dependência hierárquica do Telejornal, e com um laboratório de tratamento de filmes e redação próprios. Este serviço foi dirigido por Carlos de Melo, e cobria toda a região norte do País, até ao limite sul das zonas normalmente cobertas pelo emissor da Lousã.
No entanto, o serviço acabaria suspenso após o 25 de abril.

## Apresentadores
- Adriano Cerqueira[4]
- Manuela de Melo[4]
- António Vidal[4]
- Fátima Torres[4]
- José Melo[4]